# Lirogony
Lirogony (Menuridae) – monotypowa rodzina ptaków z rzędu wróblowych (Passeriformes).

## Występowanie
Rodzaj obejmuje gatunki występujące wyłącznie w Australii; lirogon skromny występuje wyłącznie w lasach deszczowych południowego Queenslandu, natomiast lirogon wspaniały występuje głównie w wilgotnych lasach Wiktorii, Nowej Południowej Walii, a także Tasmanii (gdzie został introdukowany w latach 30. XX wieku).

## Charakterystyka
Długość ciała 76–103 cm, masa ciała 890–1100 g; lirogon skromny jest nieco mniejszy.
Lirogony potrafią naśladować indywidualne odgłosy innych ptaków, ludzkie dźwięki, a także dźwięki mechaniczne każdego rodzaju, eksplozje i dźwięki instrumentów muzycznych. Zdolność tych ptaków do naśladownictwa (ptaki mimetyczne) jest praktycznie nieograniczona – od dźwięku gwizdu po dźwięk piły ręcznej czy łańcuchowej, a także odgłos silnika samochodu, syreny alarmowej, wystrzałów strzelby, odgłosów migawki aparatu, szczekania psów, płaczących dzieci itd.

## Systematyka

### Etymologia
- Menura (Maenura, Melanura): gr. μηνη mene „księżyc”; ουρα oura „ogon”[20].
- Parkinsonius (Parkinsonia): James Parkinson (1739–1813), angielski agent ziemski, który wygrał Leverian Museum lub Holophusicon na loterii w 1788 roku[21]. Typ nomenklatoryczny: Parkinsonius mirabilis Bechstein, 1811 (= Menura novaehollandiae Latham, 1801).
- Megapodius: gr. μεγας megas, μεγαλη megalē „duży”; ποδιον podion „stópka”, od zdrobnienia πους pous, ποδος podos „stopa”[22]. Typ nomenklatoryczny: Menura superba Davies, 1802 (= Menura novaehollandiae Latham, 1801).
- Lyriferi: łac. lyra „lira”, od gr. λυρα lura „lira”; -fera „noszący”, od ferre „nosić”[23]. Typ nomenklatoryczny: Lyriferi menura Riocour, 1829 (= Menura novaehollandiae Latham, 1801).
- Harriwhitea: Henry („Harry”) Luke White (1860–1927), australijski filatelista, pasterz, owolog, kolekcjoner[24]. Typ nomenklatoryczny: Menura alberti Bonaparte, 1850.

### Podział systematyczny
Do rodziny należy jeden rodzaj z dwoma gatunkami:
- Menura alberti Bonaparte, 1850 – lirogon skromny
- Menura novaehollandiae Latham, 1801 – lirogon wspaniały